# 伊斯靈頓路
伊斯靈頓路（英語：Islington Avenue）是加拿大安大略省的一條南北向道路，貫穿多倫多及約克區。該道路全長約30.2（18.8英里），是怡陶碧谷的南北向主幹路之一。
該道路以英國倫敦附近的伊斯靈頓命名。道路主要位於多倫多市郊，穿過怡陶碧谷的大部分住宅區。

## 路線概述
伊斯靈頓路南起多倫多西南部安大略湖湖畔的湖濱大道西，向北穿過伊斯靈頓社區（路名便源自此）。夾登打士街處有歷史悠久蒙哥馬利旅館。該旅館建於1832年，多倫多市府現將其作為博物館。道路繼續向北穿過怡陶碧谷各社區，包括富景、皇景村及力士杜。道路在夾芬治路處穿過漢伯河，進入北約克，經過漢伯峰附近。道路隨後進入士刁士路以北的旺市，穿過木橋鎮及松林社區，北迄克蘭堡的27號省道。

## 運輸
地鐵伊斯靈頓站於1968年在伊斯靈頓路夾布魯亞街處開通。如今，110號伊斯靈頓南巴士線在地鐵站以南的街道運行，37號伊斯靈頓巴士線則由地鐵站沿伊斯靈頓路開往士刁士路。

## 地標
| 地標                                             | 路口                          | 圖像 |
| ------------------------------------------------ | ----------------------------- | ---- |
| GO運輸楊柳溪調車場                               | 伊雲斯路（Evans Avenue）      |      |
| 地鐵伊斯靈頓站                                   | 布魯亞街                      |      |
| 蒙哥馬利旅館                                     | 登打士街                      |      |
| 聖佐治哥爾夫球會                                 | 京士威道（The Kingsway）      |      |
| 富景書院                                         | 艾靈頓路                      |      |
| 思高天主教中學                                   | 狄臣道                        |      |
| 力士杜長老會教堂                                 | 力士杜道（Rexdale Boulevard） |      |
| 地士道城書院                                     | 榆丘徑（Elmhurst Drive）      |      |
| 聖羅格天主堂（St. Roch's Roman Catholic Church） | 芬治路                        |      |
| 松嶺墳場（Pine Ridge Cemetery）                  | 芬治路                        |      |
| 漢伯峰圖書館（Humber Summit Library）            | 士刁士路                      |      |
| 波伊德保育公園                                   | 律達福道（Rutherford Road）   |      |

## 外部連結
- Google Maps of Islington Avenue